# Danh sách đĩa nhạc của Got7
Got7 là một nhóm nhạc hip-hop nam Hàn Quốc được thành lập bởi JYP Entertainment vào năm 2014. Nhóm đã phát 2 album phòng thu, 5 mini album, 8 đĩa đơn và 2 box set. Got7 ra mắt vào tháng 1 năm 2014 với mini album đầu tay Got It?, xếp thứ 2 trên bảng xếp hạng Gaon Albums Chart, ca khúc chủ đề "Girls Girls Girls" cũng đạt vị trí thứ 21 trên bảng xếp hạng Gaon Singles Chart. Vào tháng 10 năm 2014, Got7 ra mắt tại Nhật Bản với đĩa đơn "Around the World", xếp thứ 3 trên Oricon's singles charts

## Album

### Album phòng thu
| Tên                                                                                       | Chi tiết                                                                                              | Thứ hạng cao nhất | Thứ hạng cao nhất | Thứ hạng cao nhất | Thứ hạng cao nhất | Thứ hạng cao nhất | Thứ hạng cao nhất | Thứ hạng cao nhất | Thứ hạng cao nhất | Doanh số                              |
| Tên                                                                                       | Chi tiết                                                                                              | HQ                | Bỉ                | Pháp              | NB                | NZ Heat           | ĐL                | Mỹ Heat           | Mỹ World          | Doanh số                              |
| Tiếng Hàn                                                                                 | Tiếng Hàn                                                                                             | Tiếng Hàn         | Tiếng Hàn         | Tiếng Hàn         | Tiếng Hàn         | Tiếng Hàn         | Tiếng Hàn         | Tiếng Hàn         | Tiếng Hàn         | Tiếng Hàn                             |
| ----------------------------------------------------------------------------------------- | --- | ----------------- | ----------------- | ----------------- | ----------------- | ----------------- | ----------------- | ----------------- | ----------------- | ------------------------------------- |
| Identify                                                                                  | - Phát hành: 18 tháng 11 năm 2014 - Hãng đĩa: JYP Entertainment - Định dạng: CD, tải về               | 1                 | —                 | —                 | 47                | —                 | 2                 | —                 | 6                 | - HQ: 89.993 - NB: 3.683              |
| Flight Log: Turbulence                                                                    | - Phát hành: 27 tháng 9 năm 2016 - Hãng đĩa: JYP Entertainment - Định dạng: CD, tải về                | 1                 | 178               | 136               | 23                | 6                 | 2                 | 7                 | 1                 | - HQ: 200.000 - NB: 6.612 - US: 2.000 |
| Present: YOU                                                                              | - Phát hành: ngày 17 tháng 9 năm 2018 - Hãng đĩa: JYP Entertainment - Định dạng: CD, digital download | 1                 | 175               | __                | 12                |                   |                   | 7                 | 3                 | - JPN: 5,026                          |
| Tiếng Nhật                                                                                | |                   |                   |                   |                   |                   |                   |                   |                   |                                       |
| Moriagatteyo                                                                              | - Phát hành: 3 tháng 2 năm 2016 - Hãng đĩa: Epic, Sony Music Japan - Định dạng: CD, tải về            | —                 | —                 | —                 | 3                 | —                 | —                 | —                 | —                 | - NB: 30.167                          |
| "—" cho biết album không lọt vào bảng xếp hạng hoặc không được phát hành tại khu vực này. | |                   |                   |                   |                   |                   |                   |                   |                   |                                       |

### Đĩa mở rộng
| Tên                                                                                       | Chi tiết | Thứ hạng cao nhất | Thứ hạng cao nhất | Thứ hạng cao nhất | Thứ hạng cao nhất | Thứ hạng cao nhất | Doanh số                   |
| Tên                                                                                       | Chi tiết | HQ                | NB                | ĐL                | Mỹ Heat           | Mỹ World          | Doanh số                   |
| Tiếng Hàn                                                                                 | Tiếng Hàn | Tiếng Hàn         | Tiếng Hàn         | Tiếng Hàn         | Tiếng Hàn         | Tiếng Hàn         | Tiếng Hàn                  |
| ----------------------------------------------------------------------------------------- | --- | ----------------- | ----------------- | ----------------- | ----------------- | ----------------- | -------------------------- |
| Got It?                                                                                   | - Phát hành: 20 tháng 1 năm 2014 - Hãng đĩa: JYP Entertainment - Định dạng: CD, tải về                                                                | 2                 | 71                | 7                 | —                 | 1                 | - HQ: 61.488 - NB: 6.728   |
| Got Love                                                                                  | - Phát hành: 23 tháng 6 năm 2014 - Hãng đĩa: JYP Entertainment - Định dạng: CD, tải về                                                                | 1                 | 72                | 2                 | —                 | 6                 | - HQ: 67.310 - NB: 5.818   |
| Just Right                                                                                | - Phát hành: 13 tháng 7 năm 2015 - Hãng đĩa: JYP Entertainment - Định dạng: CD, tải về                                                                | 3                 | 32                | 4                 | —                 | 1                 | - HQ: 97.307 - NB: 3.364   |
| Mad                                                                                       | - Phát hành: 30 tháng 9 năm 2015 - Phát hành lại: 23 tháng 11 năm 2015 (Mad Winter Edition) - Hãng đĩa: JYP Entertainment - Định dạng: CD, tải về     | 1                 | 39                | 2                 | 15                | 1                 | - HQ: 125.481 - NB: 7.412  |
| Flight Log: Departure                                                                     | - Phát hành: 21 tháng 3 năm 2016 - Hãng đĩa: JYP Entertainment - Định dạng: CD, tải về                                                                | 1                 | 21                | 1                 | 2                 | 2                 | - HQ: 164.093 - NB: 7.472  |
| Flight Log: Arrival                                                                       | - Phát hành: 13 tháng 3 năm 2017 - Hãng đĩa: JYP Entertainment - Định dạng: CD, tải về                                                                | 1                 | 9                 | 1                 | 3                 | 1                 | - HQ: 327.853 - NB: 7.755  |
| 7 for 7                                                                                   | - Phát hành: 10 tháng 10 năm 2017 - Phát hành lại: 7 tháng 12 năm 2017 (7for7: Present Edition) - Hãng đĩa: JYP Entertainment - Định dạng: CD, tải về | 1                 | 20                | 1                 | 6                 | 1                 | - HQ: 368.589+ - NB: 8.993 |
| Eyes On You                                                                               | - Phát hành: 12 tháng 3 năm 2018 - Hãng đĩa: JYP Entertainment - Định dạng: CD, tải về                                                                | 1                 | 13                | 2                 | 2                 | 2                 | - HQ: 334,894+ - NB: 9,127 |
| Call My Name                                                                              | - Phát hành: 4 tháng 11 năm 2019 - Hãng đĩa: JYP Entertainment - Định dạng: CD, tải về                                                                |                   |                   |                   |                   |                   |                            |
| Tiếng Nhật                                                                                | |                   |                   |                   |                   |                   |                            |
| Hey Yah                                                                                   | - Phát hành: 16 tháng 11 năm 2016 - Hãng đĩa: Epic, Sony Music Japan - Format: CD, tải về                                                             | To be released    | To be released    | To be released    | To be released    | To be released    | To be released             |
| Turn Up                                                                                   | - Phát hành: 15 tháng 11 năm 20 - Hãng đĩa: Epic, Sony Music Japan - Format: CD, tải về                                                               |                   |                   |                   |                   |                   |                            |
| "—" cho biết album không lọt vào bảng xếp hạng hoặc không được phát hành tại khu vực này. | |                   |                   |                   |                   |                   |                            |

### Box set
| Tên                                                                                       | Chi tiết | Thứ hạng cao nhất | Thứ hạng cao nhất | Doanh số                  | Chứng nhận  |
| Tên                                                                                       | Chi tiết | ĐL                | TL                | Doanh số                  | Chứng nhận  |
| Tiếng Hàn                                                                                 | Tiếng Hàn                                                                                                   | Tiếng Hàn         | Tiếng Hàn         | Tiếng Hàn                 | Tiếng Hàn   |
| ----------------------------------------------------------------------------------------- | --- | ----------------- | ----------------- | ------------------------- | ----------- |
| Got Love Taiwan Special Edition                                                           | - Phát hành: 18 tháng 7 năm 2014 (Đài Loan) - Hãng đĩa: Universal Music Taiwan - Định dạng: CD, DVD, tải về | 7                 | —                 |                           |             |
| Got7 Thailand Special Set                                                                 | - Phát hành: 25 tháng 9 năm 2014 (Thái Lan) - Hãng đĩa: Sony Music Thailand - Định dạng: CD                 | —                 | 1                 | - TH: 5.900 - TECA: 8.000 | - TECA:Gold |
| "—" cho biết album không lọt vào bảng xếp hạng hoặc không được phát hành tại khu vực này. | |                   |                   |                           |             |

## Đĩa đơn
| Tên                                                                                         | Năm       | Thứ hạng cao nhất | Thứ hạng cao nhất | Thứ hạng cao nhất | Doanh số      | Album                  |
| Tên                                                                                         | Năm       | HQ                | NB                | Mỹ World          | Doanh số      | Album                  |
| Tiếng Hàn                                                                                   | Tiếng Hàn | Tiếng Hàn         | Tiếng Hàn         | Tiếng Hàn         | Tiếng Hàn     | Tiếng Hàn              |
| ------------------------------------------------------------------------------------------- | --------- | ----------------- | ----------------- | ----------------- | ------------- | ---------------------- |
| "Girls, Girls, Girls"                                                                       | 2014      | 21                | —                 | 8                 | - HQ: 194.534 | Got It?                |
| "A"                                                                                         | 2014      | 16                | —                 | 5                 | - HQ: 206.068 | Got Love               |
| "Stop Stop It"                                                                              | 2014      | 25                | —                 | 4                 | - HQ: 138.480 | Identify               |
| "Just Right"                                                                                | 2015      | 20                | —                 | 3                 | - HQ: 211.444 | Just Right             |
| "If You Do"                                                                                 | 2015      | 9                 | —                 | —                 | - HQ: 150.499 | Mad                    |
| "Fly"                                                                                       | 2016      | 9                 | —                 | 2                 | - HQ: 123.062 | Flight Log: Departure  |
| "Home Run"                                                                                  | 2016      | 62                | —                 | 3                 | - HQ: 36.082  | Flight Log: Departure  |
| "Hard Carry"                                                                                | 2016      | 3                 | —                 | 2                 | - HQ: 132.299 | Flight Log: Turbulence |
| "Never Ever"                                                                                | 2017      | 5                 | —                 | 3                 | - HQ: 103.944 | Flight Log: Arrival    |
| "You are"                                                                                   | 2017      | 12                | —                 | 4                 | - HQ: 80,029  | 7for7                  |
| "Look"                                                                                      | 2018      |                   |                   |                   |               | Eyes On You            |
| Tiếng Nhật                                                                                  |           |                   |                   |                   |               |                        |
| "Around the World"                                                                          | 2014      | —                 | 3                 | —                 | - NB: 43.170  | Moriagatteyo           |
| "Love Train"                                                                                | 2015      | —                 | 4                 | —                 | - NB: 37.399  | Moriagatteyo           |
| "Laugh Laugh Laugh"                                                                         | 2015      | —                 | 2                 | —                 | - NB: 35.768  | Moriagatteyo           |
| "Yo Morigatte Yo"                                                                           | 2016      | —                 | 1                 | —                 |               | Moriagatteyo           |
| "Hey Yah"                                                                                   | 2016      |                   |                   |                   |               | Hey Yah                |
| "My Swagger"                                                                                | 2017      |                   |                   |                   |               | My Swagger             |
| "—" cho biết bài hát không lọt vào bảng xếp hạng hoặc không được phát hành tại khu vực này. |           |                   |                   |                   |               |                        |

### Bài hát khác
| Tên                                               | Năm  | Thứ hạng cao nhất | Doanh số     | Album                  |
| Tên                                               | Năm  | HQ                | Doanh số     | Album                  |
| ------------------------------------------------- | ---- | ----------------- | ------------ | ---------------------- |
| "난 니가 좋아" (I Like You)"                      | 2014 | 152               | - HQ: 10.309 | Got It?                |
| "따라와 (Follow Me)"                              | 2014 | 165               | - HQ: 9.891  | Got It?                |
| "Playground"                                      | 2014 | 204               | - HQ: 7.732  | Got It?                |
| "여보세요 (Hello)"                                | 2014 | 226               | - HQ: 7.195  | Got It?                |
| "Like Oh"                                         | 2014 | 241               | - HQ: 6.845  | Got It?                |
| "Forever Young"                                   | 2014 | 172               | - HQ: 9.259  | Got Love               |
| "Good Tonight"                                    | 2014 | 211               | - HQ: 7.811  | Got Love               |
| "U Got Me"                                        | 2014 | 236               | - HQ: 7.310  | Got Love               |
| "나쁜 짓 (Bad Behavior)"                          | 2014 | 244               | - HQ: 7.167  | Got Love               |
| "A (collapsedone Remix)"                          | 2014 | 348               | - HQ: 4.336  | Got Love               |
| "Gimme"                                           | 2014 | 167               | - HQ: 8.800  | Identify               |
| "손이 가 (Take My Hand)"                          | 2014 | 206               | - HQ: 8.427  | Identify               |
| "너란 Girl (Magnetic)"                            | 2014 | 221               | - HQ: 7.985  | Identify               |
| "달빚 (Moonlight)"                                | 2014 | 222               | - HQ: 7.884  | Identify               |
| "She's A Monster"                                 | 2014 | 227               | - HQ: 7.680  | Identify               |
| "그대로 있어도 돼 (Stay)"                         | 2014 | 244               | - HQ: 7.365  | Identify               |
| "그냥 오늘 밤 (Just Tonight)"                     | 2014 | 247               | - HQ: 7.066  | Identify               |
| "볼륨을 올려줘 (Turn Up the Volume)"              | 2014 | 247               | - HQ: 6.379  | Identify               |
| "온몸이 반응해 (My Whole Body is Reacting)"       | 2015 | 164               | - HQ: 14.975 | Just Right             |
| "보름달이 뜨기 전에 (Before the Full Moon Rises)" | 2015 | 179               | - HQ: 13.521 | Just Right             |
| "Back To Me"                                      | 2015 | 210               | - HQ: 10.596 | Just Right             |
| "Nice"                                            | 2015 | 226               | - HQ: 9.594  | Just Right             |
| "Mine"                                            | 2015 | 254               | - HQ: 8.937  | Just Right             |
| "Eyes On You (눈이가요)"                          | 2015 | 205               | - HQ: 9.013  | Mad                    |
| "Put Your Hands Up (손들어)"                      | 2015 | 201               | - HQ: 8.839  | Mad                    |
| "Good"                                            | 2015 | 212               | - HQ: 8.813  | Mad                    |
| "Feels Good (느낌이 좋아)"                        | 2015 | 211               | - HQ: 8.762  | Mad                    |
| "Tic Tic Tok"                                     | 2015 | 250               | - HQ: 7.916  | Mad                    |
| "고백송" (Confession Song)"                       | 2015 | 34                | - HQ: 43.931 | Mad Winter Edition     |
| "매일 (Everyday)"                                 | 2015 | 297               | - HQ: 4.936  | Mad Winter Edition     |
| "이.별 (To Star)"                                 | 2015 | 297               | - HQ: 4.116  | Mad Winter Edition     |
| "못하겠어 (Can't)"                                | 2016 | 172               | - HQ: 12.400 | Flight Log: Departure  |
| "빛이나 (See The Light)"                          | 2016 | 207               | - HQ: 8.902  | Flight Log: Departure  |
| "Something Good"                                  | 2016 | 221               | - HQ: 8.147  | Flight Log: Departure  |
| "Beggin On My Knees"                              | 2016 | 260               | - HQ: 7.002  | Flight Log: Departure  |
| "Fish"                                            | 2016 | 270               | - HQ: 6.619  | Flight Log: Departure  |
| "Rewind"                                          | 2016 | 280               | - HQ: 6.197  | Flight Log: Departure  |
| "Skyway"                                          | 2016 | 230               | - HQ: 5.539  | Flight Log: Turbulence |
| "Boom x3"                                         | 2016 | 231               | - HQ: 5.518  | Flight Log: Turbulence |
| "Prove It"                                        | 2016 | 223               | - HQ: 5.675  | Flight Log: Turbulence |
| "노잼 (No Jam)"                                   | 2016 | 245               | - HQ: 5.254  | Flight Log: Turbulence |
| "HEY"                                             | 2016 | 204               | - HQ: 6.050  | Flight Log: Turbulence |
| "Mayday"                                          | 2016 | 246               | - HQ: 5.229  | Flight Log: Turbulence |
| "My Home"                                         | 2016 | 255               | - HQ: 5.086  | Flight Log: Turbulence |
| "Who's That"                                      | 2016 | 236               | - HQ: 5.456  | Flight Log: Turbulence |
| "만약에 (If)"                                     | 2016 | 217               | - HQ: 5.763  | Flight Log: Turbulence |
| "아파 (Sick)"                                     | 2016 | 242               | - HQ: 5.345  | Flight Log: Turbulence |
| "니꿈꿔 (Dreamin')"                               | 2016 | 251               | - HQ: 5.114  | Flight Log: Turbulence |
| "Let Me"                                          | 2016 | 189               | - HQ: 6.304  | Flight Log: Turbulence |